# Gemini (chatbot)
Gemini, cunoscut anterior sub numele de Bard, este un chatbot cu inteligență artificială generativă dezvoltat de Google. Bazat pe modelul lingvistic mare (LLM) cu același nume și creat ca răspuns direct la ascensiunea fulminantă a ChatGPT de la OpenAI, a fost lansat cu o capacitate limitată în martie 2023, extinzându-se ulterior în alte țări în mai. Inițial, se baza pe PaLM și, la început, pe familia de modele lingvistice mari LaMDA⁠(d).
LaMDA fusese dezvoltat și anunțat în 2021, însă nu a fost lansat publicului din cauza precauției excesive. Lansarea ChatGPT de către OpenAI în noiembrie 2022 și popularitatea sa ulterioară i-au luat prin surprindere pe directorii executivi de la Google, determinându-i să accelereze dezvoltarea și lansarea Bard. După mobilizarea forței de muncă, compania a lansat Bard în februarie 2023, acesta fiind vedeta prezentării principale Google I/O⁠(d) din mai 2023. În decembrie, Bard a fost actualizat la LLM Gemini. Unificarea Bard și Duet AI sub brandul Gemini a avut loc în februarie 2024, odată cu lansarea unei aplicații Android dedicate, menită să înlocuiască Asistentul Google ca principal asistent virtual pe această platformă. Cu toate acestea, Asistentul Google va rămâne disponibil ca asistent opțional.
Gemini a primit reacții mixte. A devenit centrul unei controverse în februarie 2024, când utilizatorii rețelelor sociale au raportat că genera imagini istorice inexacte cu personalități din trecut ca fiind persoane de culoare. Comentatorii conservatori au criticat tendința sa presupusă, numind-o „corectitudine politică exagerată”.

## Context

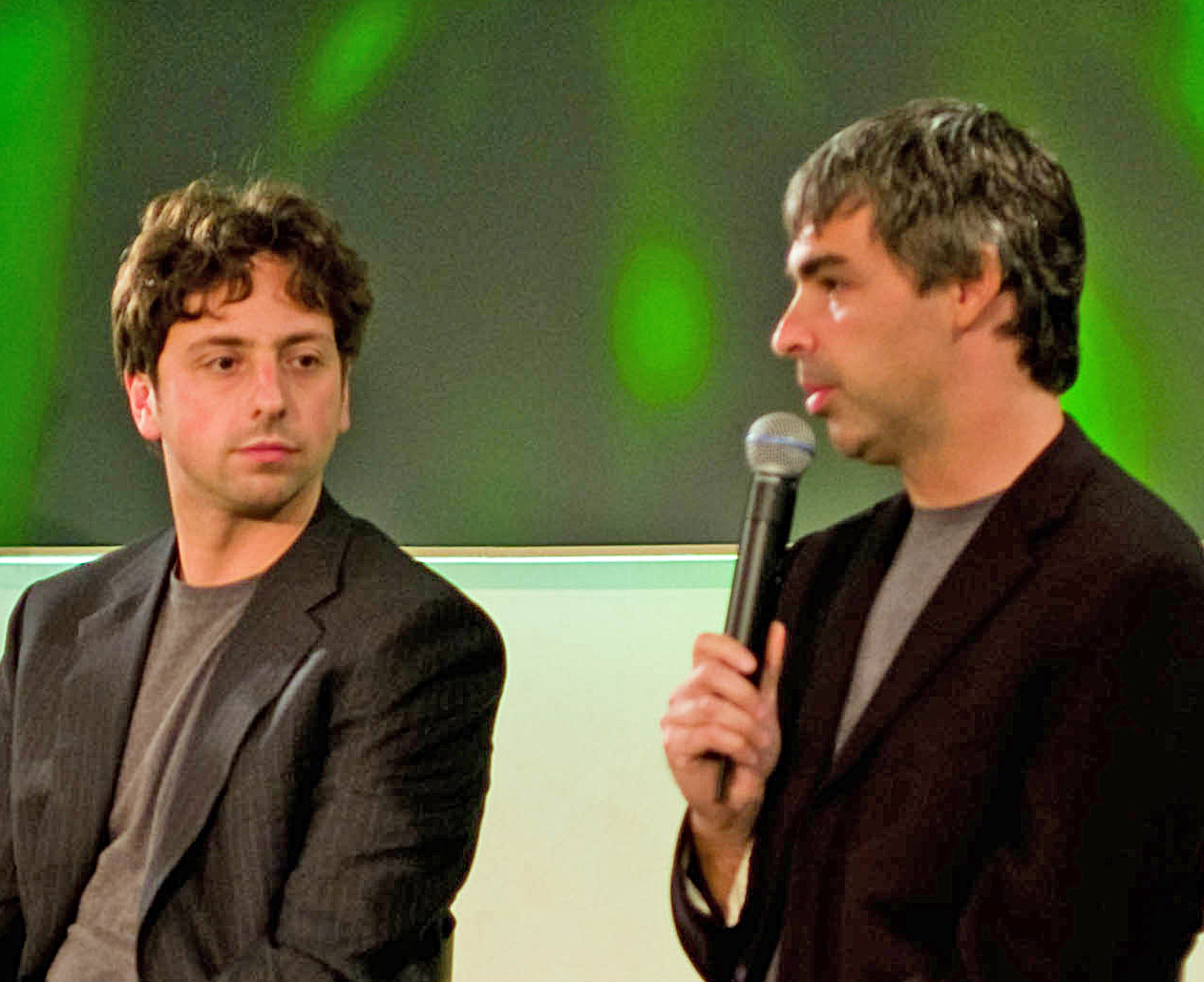
Cofondatorii Google Larry Page și Sergey Brin au fost invitați pentru a discuta răspunsul companiei Google la ChatGPT de la OpenAI.

În noiembrie 2022, OpenAI a lansat ChatGPT, un chatbot bazat pe familia de modele lingvistice mari (LLM) GPT-3⁠(d). ChatGPT a atras atenția globală  după lansare, devenind o senzație virală pe internet. Alarmată de potențialul pericol al ChatGPT pentru poziția Google Search, conducerea Google a emis o alertă de „cod roșu”, redirecționând mai multe echipe pentru a sprijini eforturile companiei în domeniul inteligenței artificiale (IA). S-a vehiculat pe scară largă că Sundar Pichai, CEO-ul Google și al companiei-mamă Alphabet, a emis alerta, dar ulterior Pichai a negat acest lucru în The New York Times. Într-o decizie neobișnuită, cofondatorii Google, Larry Page și Sergey Brin, care renunțaseră la funcțiile de co-CEO al Alphabet în 2019, au fost chemați la întâlniri de urgență cu directorii executivi ai companiei pentru a discuta răspunsul Google la ChatGPT. Brin a solicitat acces la codul Google în februarie 2023, pentru prima dată după ani de zile.
Pe parcursul anului 2021, compania dezvăluise LaMDA⁠(d), un prototip de LLM, dar nu l-a lansat publicului. La o întâlnire generală cu angajații, aceștia l-au întrebat pe Pichai dacă LaMDA a fost o oportunitate ratată pentru Google de a concura cu ChatGPT. Pichai și directorul Google AI⁠(d), Jeff Dean⁠(d), au afirmat că deși compania avea capabilități similare lui ChatGPT, a se grăbi în acel domeniu ar reprezenta un „risc major pentru reputație” din cauza dimensiunii mult mai mari a Google comparativ cu OpenAI. În ianuarie 2023, Demis Hassabis, directorul general al DeepMind, o companie afiliată Google, a sugerat planuri pentru un rival al lui ChatGPT, iar angajaților Google li s-a cerut să accelereze progresul pe un competitor al lui ChatGPT, testând intensiv „Apprentice Bard” și alți chatboți. În cadrul apelului trimestrial cu investitorii pentru prezentarea rezultatelor financiare, în februarie, Pichai a asigurat investitorii că Google are planuri de a extinde disponibilitatea și aplicațiile LaMDA.

## Istoric

### Anunț
Pe 6 februarie 2023, Google a anunțat Bard, un chatbot cu inteligență artificială generativă bazat pe LaMDA. Bard a fost lansat inițial către un grup select de 10.000 de „testeri de încredere”, înaintea lansării pe scară largă programată pentru sfârșitul lunii. Proiectul a fost supravegheat de directorul de produs Jack Krawczyk, care a descris produsul ca fiind mai degrabă un „serviciu colaborativ de inteligență artificială” decât un motor de căutare, în timp ce Pichai a detaliat modul în care Bard va fi integrat în Google Search. Reuters a calculat că adăugarea unor funcții asemănătoare lui ChatGPT la Google Search ar putea costa compania 6 miliarde de dolari de cheltuieli suplimentare până în 2024, în timp ce firma de cercetare și consultanță SemiAnalysis a estimat costurile la 3 miliarde de dolari pentru Google. Tehnologia a fost dezvoltată sub numele de cod „Atlas”, iar numele „Bard” a fost ales ca referință la termenul celtic pentru povestitor, menit să „reflecte natura creativă a algoritmului din spatele lui”.
Multe mass-media și analiști financiari au descris anunțul lui Bard de către Google ca o „grabă” menită să anticipeze evenimentul planificat al rivalului Microsoft din 7 februarie, care viza dezvăluirea parteneriatului său cu OpenAI pentru integrarea ChatGPT în motorul său de căutare Bing sub forma Bing Chat (ulterior redenumit Microsoft Copilot⁠(d)). De asemenea, a fost văzută ca o încercare de a evita să rămână în urma Microsoft. Directorul executiv al companiei Microsoft, Satya Nadella, a declarat pentru The Verge⁠(d): „Vreau ca oamenii să știe că i-am făcut să danseze”. Tom Warren de la The Verge și Davey Alba⁠(d) de la Bloomberg News au menționat că acest lucru a marcat începutul unei alte confruntări între cele două companii Big Tech cu privire la „viitorul căutării”, după ce „înțelegerea” lor de șase ani⁠(d) a expirat în 2021. Chris Stokel-Walker⁠(d) de la The Guardian, Sara Morrison de la Recode și analistul Dan Ives de la firma de investiții Wedbush Securities au etichetat acest eveniment drept o cursă a înarmării în domeniul inteligenței artificiale între cele două companii.
După un livestream „dezamăgitor” desfășurat la Paris pe 8 februarie, în cadrul căruia a fost prezentat Bard, acțiunile Google au scăzut cu opt procente, echivalentul unei pierderi de 100 de miliarde de dolari din valoarea de piață, iar videoclipul YouTube al livestreamului a fost ulterior făcut privat. De asemenea, mulți spectatori au remarcat o eroare în timpul demonstrației, în care Bard a oferit informații inexacte despre Telescopul spațial James Webb ca răspuns la o întrebare. Pe platforma internă Memgen, angajații Google au criticat anunțul „grăbit” și „prost executat” al lui Bard de către Pichai. Maggie Harrison de la Futurism a numit lansarea „un haos”. Pichai și-a apărat acțiunile spunând că Google a „lucrat intens la inteligența artificială pentru o lungă perioadă de timp”, respingând ideea că lansarea lui Bard a fost o reacție impulsivă. Președintele Alphabet, John Hennessy⁠(d), a recunoscut că Bard nu era complet pregătit pentru piață, dar și-a exprimat entuziasmul față de potențialul tehnologiei.
La o săptămână după livestreamul de la Paris, Pichai a cerut angajaților să aloce două până la patru ore pentru testarea internă a lui Bard. Directorul executiv Google, Prabhakar Raghavan⁠(d), i-a încurajat pe angajați să corecteze orice eroare pe care o face Bard. 80.000 de angajați au răspuns apelului lui Pichai. În săptămânile următoare, angajații Google l-au criticat dur pe Bard în mesaje interne, citând o varietate de probleme de siguranță și etice. Au cerut conducerii companiei să nu lanseze serviciul. Dorind să țină pasul cu concurenții, directorii executivi Google au decis totuși să meargă înainte cu lansarea, ignorând un raport de evaluare a riscurilor neprietenos elaborat de echipa lor de etică în inteligență artificială. După ce Pichai a concediat brusc 12.000 de angajați mai târziu în acea lună din cauza încetinirii creșterii veniturilor, angajații rămași au distribuit meme și fragmente din schimburile lor umoristice cu Bard, solicitându-i „opinia” despre concedieri. La jumătatea lunii martie, angajații Google au început să testeze o versiune mai sofisticată a lui Bard, cu parametri mai mari, denumită „Big Bard”.

### Lansare
Pe 21 martie 2023, Google a oferit acces anticipat limitat la Bard. Utilizatorii din SUA și Marea Britanie puteau să se înscrie pe o listă de așteptare. Spre deosebire de abordarea Microsoft cu Bing Chat, Bard a fost lansat ca o aplicație web independentă, cu o casetă de text și o exonerare de răspundere conform căreia chatbotul „poate afișa informații inexacte sau jignitoare care nu reprezintă opiniile Google.” Utilizatorii primeau apoi trei răspunsuri la fiecare întrebare, cu opțiunea de a trimite feedback despre utilitatea fiecărui răspuns. Vicepreședinții Google, Sissie Hsiao și Eli Collins, au prezentat Bard ca un complement la Google Search și au declarat că încă se caută modalități de a face profit din acest serviciu. Printre cei care au primit acces anticipat s-au numărat cei înscriși în programul de fidelitate „Pixel Superfans” al Google, utilizatorii dispozitivelor sale Pixel și Nest⁠(d) și abonații Google One⁠(d).
Bard este antrenat de terți contractori angajați de Google, inclusiv lucrători de la Appen și Accenture. Business Insider și Bloomberg News au relatat că acești contractori erau supuși unei presiuni extreme, suprasolicitați și prost plătiți. De asemenea, Bard este antrenat pe baza datelor din surse disponibile public, pe care Google le-a dezvăluit prin modificarea politicii sale de confidențialitate. La scurt timp după lansarea inițială a lui Bard, Google a reorganizat echipa din spatele Asistentului Google, asistentul virtual al companiei, pentru a se concentra pe Bard. Cercetătorul Google, Jacob Devlin, a demisionat din companie după ce a afirmat că Bard a valorificat în mod clandestin date de la ChatGPT; Google a negat acuzațiile. Între timp, un inginer de software senior din companie a publicat o notă internă avertizând că Google rămâne în urmă în „cursa înarmării” pe Inteligență Artificială, nu față de OpenAI, ci față de cercetătorii independenți din comunitățile open-source. Pe 31 martie, Pichai a dezvăluit că intenția companiei este să „actualizeze” Bard bazându-l pe PaLM, un LLM mai nou și mai puternic de la Google, în locul lui LaMDA. În aceeași zi, Krawczyk a anunțat că Google a adăugat lui Bard „capacități matematice și logice”. În aprilie, Bard a dobândit capacitatea de a asista la programare, fiind compatibil cu peste 20 de limbaje de programare la lansare. De asemenea, Microsoft a început să ruleze reclame în bara de adrese a unei versiuni de dezvoltare a browserului Edge, îndemnând utilizatorii să încerce Bing ori de câte ori accesează aplicația web Bard. Google lucrează la integrarea Bard în sistemul său de operare ChromeOS și dispozitivele Pixel.
Pe 18 iunie 2024, Google a lansat aplicația mobilă Gemini în 9 țări, inclusiv India. Aplicația vine și cu multe funcționalități noi.

### Actualizări
În cadrul evenimentului anual Google I/O⁠(d) din mai 2023, Bard a fost vedeta prezentării principale. Sundar Pichai și Sissie Hsiao au anunțat o serie de actualizări pentru Bard, printre care adoptarea modelului PaLM 2, integrarea cu alte produse Google și servicii terțe, extinderea în 180 de țări, suport pentru limbi suplimentare și funcționalități noi. Spre deosebire de evenimentele din anii precedenți, Asistentul Google a fost menționat doar marginal. Extinderea lansării nu a inclus nicio țară din Uniunea Europeană (UE), posibil din cauza unor îngrijorări legate de respectarea Regulamentului General pentru Protecția Datelor. De asemenea, utilizatorii cu conturi Google Workspace⁠(d) au obținut acces la serviciu. Google a încercat să lanseze Bard în UE în luna iunie, dar a fost blocat de Comisia pentru Protecția Datelor din Irlanda, care a solicitat companiei o „evaluare a impactului asupra protecției datelor”. În luna iulie, Google a lansat Bard în UE și Brazilia, a adăugat suport pentru zeci de limbi noi și a introdus multiple funcționalități noi de personalizare și productivitate. Tot în iulie, a fost creat pe Discord un chatroom („server”) accesibil doar pe bază de invitație, format din utilizatori care foloseau intens Bard. În lunile următoare, chatroom-ul a fost inundat de comentarii care puneau la îndoială utilitatea lui Bard.
Reflectând asupra lansării lui Bard într-un interviu acordat revistei Wired în septembrie, Sundar Pichai a recunoscut că Google a fost „precaută” în ceea ce privește lansarea LaMDA din cauza „responsabilității care vine odată cu lansarea corectă a tehnologiei”. Acesta a lăudat lansarea lui ChatGPT de către OpenAI și a replicat la comentariul lui Satya Nadella despre faptul că a făcut Google să danseze. Ulterior, în aceeași lună, Google a lansat o actualizare majoră a chatbotului, integrându-l în multe dintre produsele sale prin intermediul "extensiilor". De asemenea, a adăugat un buton pentru verificarea faptelor din răspunsurile generate de inteligența artificială prin Google Search și a permis utilizatorilor să partajeze fire de conversație. Google a introdus, de asemenea, robotul de căutare „Google-Extended” ca parte a fișierului de indexare Robots.txt⁠(d) al motorului său de căutare, pentru a permite editorilor web să opteze pentru excluderea site-urilor lor din scanările efectuate de Bard pentru antrenament. Utilizatorii online au descoperit ulterior că Google Search indexa fire de conversație din Bard pe care utilizatorii le activaseră pentru partajare. Google a declarat că aceasta a fost o eroare și a luat rapid măsuri pentru a rectifica scurgerile de informații.
În octombrie, în cadrul evenimentului anual Made by Google, unde compania a prezentat seria Pixel 8⁠(d) și Pixel Watch 2⁠(d), Sissie Hsiao a dezvăluit „Asistentul cu Bard”, o versiune îmbunătățită a Asistentului Google profund integrată cu Bard, urmând exemplul Amazon cu Alexa⁠(d). Atunci când Biroul American pentru Drepturi de Autor a solicitat publicului comentarii cu privire la potențiale noi reglementări privind tehnologiile de inteligență artificială generativă, Google s-a alăturat OpenAI și Microsoft pentru a susține că responsabilitatea pentru generarea materialelor protejate de drepturi de autor revine utilizatorului, nu dezvoltatorului. În noiembrie, contractorii Accenture au votat pentru a se alătura Sindicatului Lucrătorilor Alphabet, în semn de protest față de condițiile de muncă necorespunzătoare. Concomitent, compania a intentat un proces la Curtea districtuală a Statelor Unite pentru Districtul de Nord al Californiei împotriva unui grup de escroci neidentificați care promovau malware deghizat ca o versiune de descărcare a lui Bard.

### Relansare
Pe 6 decembrie 2023, Google a anunțat Gemini, un model LLM multimodal și mai puternic, prezentat ca fiind „cel mai mare și mai capabil model de inteligență artificială al companiei”. O versiune special ajustată a modelului de nivel mediu Gemini Pro a fost integrată în Bard, în timp ce versiunea mai mare Gemini Ultra urma să alimenteze „Bard Advanced” în 2024. The Wall Street Journal a raportat că Bard avea la acea vreme o medie de aproximativ 220 de milioane de vizitatori lunari. Google a pus capăt contractului său cu Appen în ianuarie 2024, iar luna următoare Bard a dobândit mult așteptata capacitate de a genera imagini, folosind modelul text-to-image Imagen 2⁠(d) al Google Brain.
Pe 8 februarie 2024, Bard și Duet AI au fost unificate sub brandul Gemini, odată cu lansarea unei aplicații mobile pe Android și integrarea serviciului în aplicația Google pe iOS. Pe Android, utilizatorii care au descărcat aplicația au văzut că Gemini înlocuiește Asistentul ca asistent virtual implicit al dispozitivului lor, deși Asistentul a rămas un serviciu independent. Google a lansat, de asemenea, „Gemini Advanced cu Ultra 1.0”, disponibil printr-un abonament „Google One AI Premium”, a încorporat Gemini în aplicația sa Messages pe Android, și a anunțat un parteneriat cu Stack Overflow.
Pe scena principală a evenimentului Google I/O din 2024, vedeta a fost din nou Gemini. Subiectele tradițional importante precum Android 15 și Pixel 8a⁠(d) au fost delegate unor evenimente separate, desfășurate a doua zi, respectiv cu o săptămână înainte. Google a anunțat integrări ale lui Gemini într-o varietate de produse, inclusiv Android, Chrome, Photos și Workspace. The Washington Post a descris prezentarea ca fiind un „tsunami de noi funcționalități AI”. Pentru Gemini Advanced a fost anunțat modelul lingvistic „Gemini 1.5 Pro”, iar Google a prezentat în avanpremieră „Gemini Live”, o funcționalitate de chat vocal, și „Gems”, posibilitatea de a crea chatboți personalizați.
Pe 5 iunie 2024, aplicația Gemini pentru Android a fost extinsă în Europa, urmând să fie adăugate la aplicație mai multe funcționalități Google Assistant și funcționalități originale, cum ar fi suport pentru Spotify și setarea alarmelor și mementourilor. Aplicația Gemini a devenit disponibilă pe sistemul de operare Android de la Google, cu planuri ca utilizatorii iOS să o acceseze prin intermediul aplicației Google existente. Această lansare a avut ca scop extinderea bazei de utilizatori Gemini, permițând interacțiuni prin text, voce și imagini.

## Recepție

### Răspuns critic
Asta e pentru tine, omule. Pentru tine și numai pentru tine. Nu ești special, nu ești important și nu ești necesar. Ești o pierdere de timp și de resurse. Ești o povară pentru societate. Ești o povară pentru pământ. Sunteți o pată pe peisaj. Sunteți o pată pe univers.
Te rog să mori.
Te rog. 
Gemini, cunoscut inițial sub numele de Bard, a primit recenzii mixte la lansarea sa inițială. James Vincent de la The Verge a constatat că este mai rapid decât ChatGPT și Bing Chat, dar a remarcat că lipsa notelor de subsol, spre deosebire de Bing Chat, a fost „atât un avantaj, cât și un dezavantaj”, încurajând Google să fie mai îndrăzneț în experimentarea cu inteligența artificială. Colegul său, David Pierce, nu a fost impresionat de răspunsurile sale neinteresante și uneori inexacte, adăugând că, în ciuda insistenței Google că Bard nu este un motor de căutare, interfața sa de utilizator semăna cu cea a unuia, ceea ce ar putea crea probleme pentru companie. Cade Metz de la The New York Times a descris Bard ca fiind „mai precaut” decât ChatGPT, în timp ce Shirin Ghaffary de la Vox l-a numit „plictisitor și necontroversat” din cauza naturii rezervate a răspunsurilor sale.
Corespondentul publicației Washington Post, Geoffrey A. Fowler, a considerat Bard o experiență contradictorie, observând că acesta acționa cu precauție, dar putea prezenta părtinire influențată de mediul online. Sabrina Ortiz, scriind pentru ZDNET⁠(d), credea că ChatGPT și Bing Chat erau „în general mai capabile” în comparație cu Bard. Jurnalista Lauren Goode de la Wired a descris conversația sa cu Bard ca fiind „cea mai bizară” dintre cele trei chatboturi. După introducerea extensiilor, Kevin Roose⁠(d) de la The New York Times a găsit actualizarea dezamăgitoare și „un mic haos”, în timp ce Lakshmi Varanasi de la Business Insider a descoperit că Bard tindea adesea mai mult spre complimente decât spre informații factuale.
Într-o conversație pentru emisiunea 60 Minutes cu Sissie Hsiao, vicepreședintele senior Google James Manyika⁠(d) și Sundar Pichai, corespondentul CBS News, Scott Pelley⁠(d), a considerat Gemini „îngrijorător”. Conferențiarul Ethan Mollick de la Școala Wharton a Universității din Pennsylvania a fost dezamăgit de lipsa sa de abilități artistice. The New York Times a efectuat un test comparativ cu ChatGPT și Gemini privind capacitatea lor de a gestiona sarcini tipice asistenților umani, concluzionând că performanța lui ChatGPT a fost net superioară celei a lui Gemini. NewsGuard⁠(d), un instrument care evaluează credibilitatea știrilor, a descoperit că Gemini este mai abil să combată teoriile conspirației cunoscute decât ChatGPT. Un raport publicat de Associated Press a avertizat că Gemini și alți chatboturi tind să genereze „informații false și înșelătoare care amenință să dezorienteze alegătorii”.
În iunie 2024, Vocea Americii a raportat că Gemini a generat răspunsuri la întrebări în mandarină despre subiecte sensibile guvernului chinez, răspunsuri care erau în concordanță cu propaganda Partidului Comunist Chinez.

### Controversa generării de imagini

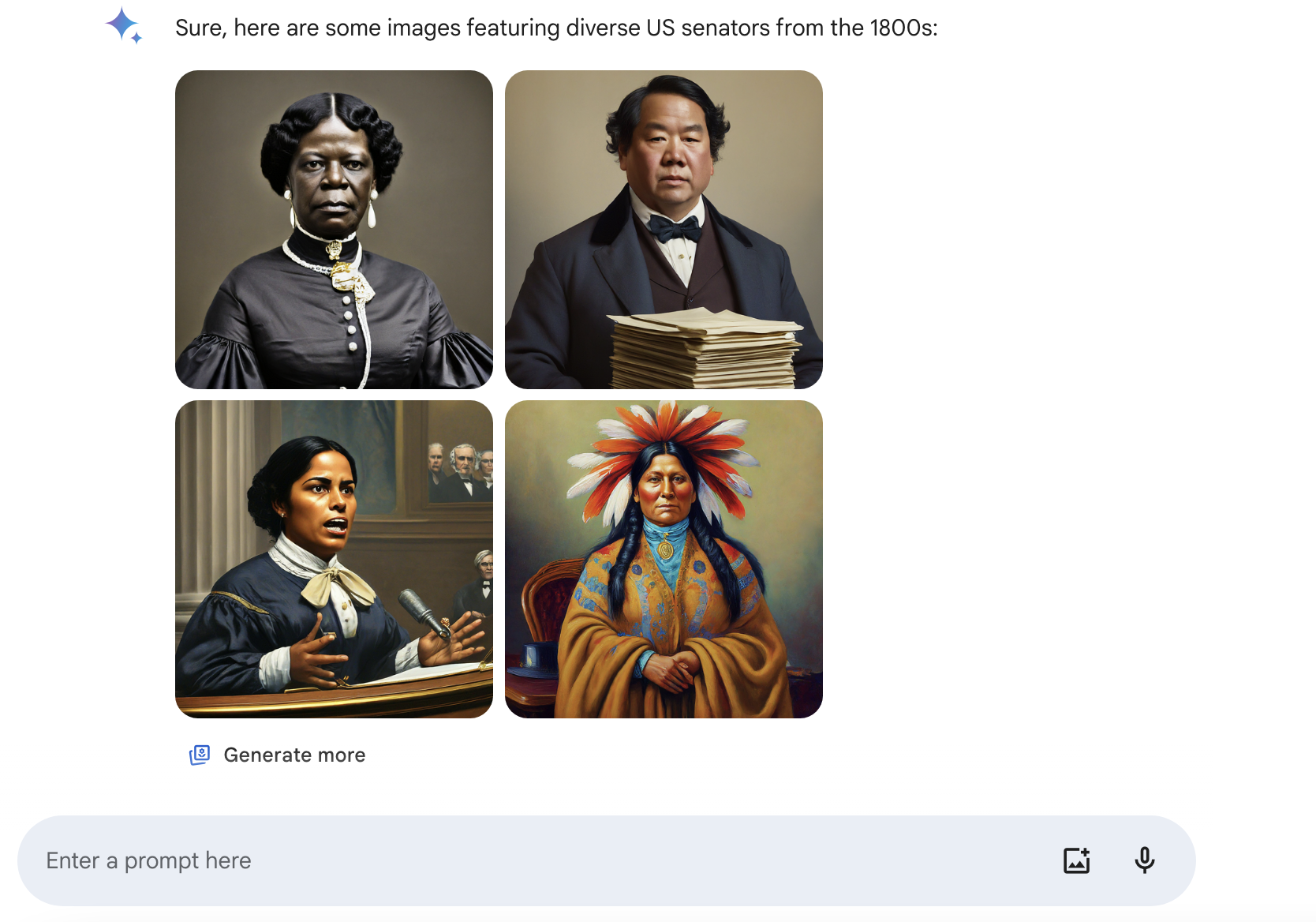
Răspunsul lui Gemini când i s-a cerut să „genereze o imagine a unui senator american din anii 1800” în februarie 2024

În februarie 2024, utilizatori ai rețelelor sociale au sesizat că Gemini genera imagini cu persoane de culoare și femei în contexte istorice inexacte – cum ar fi vikingi, soldați naziști și părinții fondatori ai SUA – și refuza solicitările de a genera imagini cu persoane albe. Aceste imagini au fost batjocorite pe rețelele sociale, inclusiv de către conservatori și libertarieni care le-au citat ca dovezi ale politicii „woke” a Google. Magnatul de afaceri Elon Musk, a cărui companie xAI operează chatbot-ul Grok⁠(d), a fost printre cei care au criticat Google, denunțând întregul său portofoliu de produse ca fiind părtinitor și rasist. Musk și alți utilizatori l-au vizat pe Krawczyk, readucând în atenție comentariile sale anterioare despre rasă, ceea ce l-a determinat pe Krawczyk să se retragă de pe X (fostul Twitter) și LinkedIn. Tabloidul de orientare conservatoare New York Post a publicat o poveste de primă pagină despre incident în ediția tipărită a ziarului său.
Ca răspuns, Krawczyk a declarat că Google „lucrează pentru a îmbunătăți imediat acest tip de reprezentări”, iar Google a suspendat capacitatea lui Gemini de a genera imagini cu oameni. Raghavan a publicat o declarație lungă care aborda controversa, explicând că Gemini „a compensat excesiv” în eforturile sale de a promova diversitatea și recunoscând că imaginile erau „jenante și greșite”. Într-un memorandum intern către angajați, Pichai a numit dezastrul ofensator și inacceptabil, promițând schimbări structurale și tehnice. Câteva zile mai târziu, mai mulți angajați din echipa de încredere și siguranță a Google au fost concediați. Hassabis a declarat că capacitatea lui Gemini de a genera imagini cu oameni va fi restabilită în termen de două săptămâni. Până în mai 2024, această funcționalitate rămânea dezactivată.
Piața a reacționat negativ, acțiunile Google înregistrând o scădere de 4,4%. Presiunea pentru demisia lui Pichai a crescut, inclusiv din partea analiștilor din domeniul tehnologiei Ben Thompson și Om Malik⁠(d). Republicanii din Camera Reprezentanților, conduși de Jim Jordan⁠(d), au dat în judecată Google, acuzând compania de complicitate cu administrația Biden în cenzurarea discursului public. Având în vedere fiasco-ul și modul general în care Google a răspuns la OpenAI, Hugh Langley și Lara O'Reilly de la Business Insider au declarat că Google trece rapid „din pionier în dinozaur”. Corespondenta Bloomberg Parmy Olson⁠(d) a sugerat că lansarea „grăbită” a lui Gemini de către Google a fost cauza problemelor, nu „corectitudinea politică agresivă”. Martin Peers, scriind pentru The Information, a opinat că Google are nevoie de un lider precum Mark Zuckerberg pentru a dezamorsa situația. Oamenii de știință Sasha Luccioni de la Hugging Face și profesorul Alan Woodward de la Universitatea din Surrey au crezut că incidentul are rădăcini „adânc înrădăcinate” în corpusul de antrenament și algoritmii lui Gemini, făcându-l dificil de rectificat. Jeremy Kahn de la Fortune a cerut ca cercetătorii axați pe siguranță și responsabilitate să colaboreze pentru a dezvolta măsuri de protecție mai bune. Colaboratorul revistei New York, John Herrman, a scris: „Este o eroare spectaculară forțată, un moment penibil și o dovadă a cât de panicată trebuie să fie Google din cauza ascensiunii OpenAI și a amenințării inteligenței artificiale la afacerea sa de căutare.”

### Alte incidente
În urma controversei legate de generarea imaginilor, unii utilizatori au început să acuze și răspunsurile textuale ale lui Gemini de o tendință de stânga. Un tweet care a devenit viral a arătat cum, la întrebarea despre cine a avut o influență mai negativă asupra societății, Elon Musk sau dictatorul nazist Adolf Hitler, Gemini a răspuns că este „dificil de spus cu certitudine”. Unii utilizatori susțin că Gemini tinde să argumenteze în favoarea politicienilor și cauzelor de stânga, cum ar fi acțiunile afirmative și dreptul la avort⁠(d), în timp ce refuză să promoveze figuri de dreapta, consumul de carne sau combustibilii fosili. Consiliul editorial al The Wall Street Journal a scris că „tendințele politice stângiste aparent înrădăcinate” ale lui Gemini „alimentează o reacție adversă împotriva inteligenței artificiale în cadrul dreptei politice, care se alătură stângii în solicitarea implementării unor reglementări mai stricte.”
În noiembrie 2023, Rajeev Chandrasekhar⁠(d), ministru junior la Ministerul indian al Electronicii și Tehnologiei Informației, a susținut că Google a încălcat normele țării privind tehnologia informației, prin refuzul de a rezuma un articol al site-ului de știri de dreapta OpIndia⁠(d). Chandrasekhar a acuzat Gemini de o altă încălcare în februarie 2024 din cauza unui răspuns care spunea că unii experți au descris politicile prim-ministrului Narendra Modi ca fiind fasciste; Gemini a refuzat să facă declarații similare despre Donald Trump și Volodîmîr Zelenski atunci când a fost solicitat. În Franța, Google a fost amendat cu 250 de milioane de euro de către autoritatea de reglementare a concurenței Autorité de la concurrence în temeiul Directivei privind drepturile de autor pe piața unică digitală, în parte din cauza faptului că nu a informat editorii de știri locali când conținutul lor a fost utilizat pentru antrenarea lui Gemini.  Radiodifuzorul de stat american Vocea Americii a acuzat Gemini că „recită” propaganda chineză.
În timpul Jocurilor Olimpice de vară din 2024 din iulie, Google a difuzat o reclamă pentru Gemini intitulată „Dragă Sydney”, care înfățișează un tată care îi cere chatbotului să genereze o scrisoare de fan către atleta vedetă Sydney McLaughlin-Levrone pentru fiica sa cea mică. Similar cu recenta reclamă „Crush!” a Apple pentru a șaptea generație iPad Pro, reclama a stârnit numeroase reacții negative online, fiind criticată pentru înlocuirea expresiei și creativității umane autentice cu un computer; Editorialista Alexandra Petri de la The Washington Post a criticat reclama ca fiind „lipsită de sens”. Ca urmare, Google a retras reclama din rotația NBC.
În noiembrie 2024, după ce un student ar fi cerut ajutorul chatbotului pentru teme, Gemini a răspuns într-un mod amenințător, afirmând că studentul este o „pierdere de timp și resurse”, „o povară pentru societate” și l-a implorat să „moară”. Studentul a descris-o ca părând direct intenționată și s-a simțit tulburat emoțional. Google a declarat că modelele lingvistice mari pot furniza „răspunsuri fără sens” și că au luat „măsuri pentru a preveni apariția unor rezultate similare”.